# Sollicitudo rei socialis
Sollicitudo rei socialis ('a preocupação com as preocupações sociais') é uma encíclica social de 1987 do Papa João Paulo II. Nela, o Papa desenvolve ainda mais a doutrina social católica e aborda os problemas do conflito Norte-Sul.

## 20 anos da Populorum progressio
A segunda encíclica social do Papa é datada de 30 de dezembro de 1987, embora não fosse até 20 de dezembro, embora não tenha podido ser publicada até 20 de fevereiro de 1988, para fazer jus ao seu subtítulo "vinte anos depois da encíclica Populorum progressio". Para comemorar este aniversário da encíclica Populorum progressio, publicada pelo Papa Paulo VI em 26 de março de 1967 sob o lema "dimensões mundiais da questão social", o tema do desenvolvimento solidário das pessoas e dos povos deve ser trazido de volta à consciência pública.

## A situação nos países em desenvolvimento
O desenvolvimento integral do homem e a construção de sociedades justas são outros pontos focais no pensamento e na pregação de João Paulo II. Nas suas viagens pastorais - e incorpora estas experiências nesta encíclica social - que o levaram a percorrer o mundo, foi constantemente confrontado com as condições econômicas, sociais, culturais e políticas em que vivem as pessoas e os povos. Ele olha para tantas pessoas pobres e necessitadas nos países em desenvolvimento, também para todas as pessoas que têm seus direitos negados e que muitas vezes têm que viver e trabalhar em condições desumanas, especialmente pela situação precária das famílias nas quais as mães, muitas vezes deixadas por conta própria, têm que cuidar de seus filhos. O Papa recorda e admoesta - isto equivale a uma exortação - os povos ricos da sua responsabilidade de prestar uma ajuda eficaz, ao mesmo tempo que defende profundas reformas das estruturas sociais nos países em vias de desenvolvimento.

## Sobre a definição de desenvolvimento
Em particular, o Papa quer combater um estreitamento do conceito de desenvolvimento, como se tratasse essencialmente do desenvolvimento econômico, social e político. Com relação a algumas posições unilaterais, diz-se que o desenvolvimento econômico não pode libertar as pessoas; pelo contrário, acaba escravizando ainda mais as pessoas. Sobre o “nível atual de desenvolvimento” do mundo, o Papa lamenta o “fosso entre riqueza e pobreza tanto entre os países do Norte e do Sul quanto dentro de muitos países em desenvolvimento e industrializados”. O principal obstáculo é visto como a oposição política dos “blocos” e suas raízes ideológicas, que podem ser encontradas nos “princípios do capitalismo libertário” e no “coletivismo marxista”. Com estas declarações, o Papa permanece no quadro das demarcações tradicionais, traçadas pelo anúncio social da Igreja desde Rerum Novarum e Quadragesimo anno. No entanto, ele deu novos acentos quando exigiu que o "direito à iniciativa econômica" não fosse suprimido. A experiência ensina que a negação de tal direito ou sua restrição em nome de uma pretensa igualdade é paralisante ou mesmo destruidora. O resultado não é tanto uma verdadeira igualdade, mas um "nivelamento para baixo". Finalmente, o Papa elaborou o modelo de uma "sociedade solidária".
O Papa reconhece as conquistas positivas da ciência, tecnologia, negócios e política, mas insiste que o progresso seja moldado de acordo com as convicções morais básicas.

## Contra más interpretações no ensino social
O papa estava obviamente ciente de que há mal-entendidos e interpretações errôneas em relação ao ensino social, tanto dentro quanto fora da Igreja. Ele aborda esses perigos em várias passagens e se esforçou para não transgredir os poderes da Igreja de forma alguma. Mas ele também estava ciente de que nem a Igreja nem os cristãos e crentes sozinhos poderiam resolver os problemas.

## Questões ecológicas
Sollicitudo rei socialis discute os problemas do progresso e do desenvolvimento tendo em vista a questão ecológica. João Paulo vê a crise do pensamento desenvolvimentista não apenas no subdesenvolvimento de muitas regiões do mundo, mas também no "superdesenvolvimento" de estados individuais, cujos hábitos gerais "implicam tanto 'desperdício' e 'desperdício'" (Zf. 28.2 da encíclica). O homem não deve basear sua relação com o meio ambiente apenas em critérios econômicos; ao contrário, ele deve “explicar a natureza de cada ser e sua inter-relação em um sistema ordenado como o cosmos. É também necessária uma maior sensibilização para as "limitações dos recursos naturais, alguns dos quais [...] não se regeneram" (Zf. 34.2 ss.). Referindo-se à responsabilidade para com as gerações futuras, o Papa retoma motivos individuais do princípio da sustentabilidade sem mencioná-los explicitamente.

## Literatura
- Bundesverband der katholischen Arbeitnehmer-Bewegung – KAB (Hrsg.), Texte zur katholischen Soziallehre – Die sozialen Rundschreiben der Päpste und andere kirchliche Dokumente, Ketteler Verlag, Bornheim, ISBN 3-927494-01-1 und Verlag Butzon & Bercker, Kevelaer, ISBN 3-7666-9789-7, beide 1992
- Päpstlicher Rat für Gerechtigkeit und Frieden (Hrsg.), Kompendium der Soziallehre der Kirche, Verlag Herder, Freiburg im Breisgau, 2006, ISBN 3-451-29078-2
- Karl Gabriel/Wolfgang Klein/Werner Krämer (Hrsg.), Die gesellschaftliche Verantwortung der Kirche: Zur Enzyklika Sollicitudo rei socialis. Düsseldorf 1988. ISBN 978-3-491-77702-6.
- Johannes Paul II./Wilhelm Korff/Alois Baumgartner, Solidarität – die Antwort auf das Elend in der heutigen Welt. Enzyklika SOLLICITUDO REI SOCIALIS Papst Johannes Paul II. Freiburg 1988. ISBN 3-451-21310-9.
- Thorsten Philipp, Grünzonen einer Lerngemeinschaft: Umweltschutz als Handlungs-, Wirkungs- und Erfahrungsort der Kirche. München (oekom) München 2009. ISBN 978-3-86581-177-6.